# Gottfried Reichel
Gottfried Reichel (* 31. Mai 1925 in Pobershau; † 2. Oktober 2015 in Marienberg) war ein deutscher Bildschnitzer.

## Leben
Gottfried Reichel wuchs in dem Erzgebirgsdorf Pobershau auf. Seine Vorfahren waren Bergleute und Handwerker. Als Kind lernte er die Schnitztradition seiner Heimat kennen. Als Gymnasiast war er von der nationalsozialistischen Ideologie beeinflusst und meldete sich 1944 freiwillig an die Front. Als Kriegsgefangener kam er nach England. Dort erfuhr er von den im Namen des deutschen Volkes begangenen Verbrechen, fand Kontakt zu christlichen Familien und lernte die britische Demokratie schätzen. Reichel kehrte 1948 als engagierter Christ und überzeugter Demokrat nach Pobershau zurück. 
Voller Ideale begann er als Neulehrer, wurde aber bereits 1949 fristlos entlassen. Arbeitslos und deprimiert begann er zu schnitzen: Bergmann, Leuchter, Krippen, wie andere im Dorf auch. Aber an seiner Weihnachtskrippe standen die Menschen der Nachkriegszeit. Unter dem Einfluss von Käthe Kollwitz und Ernst Barlach fand er seinen eigenen Stil, den er bis ins hohe Alter beibehielt.
Reichel arbeitete als Buchhalter und schnitzte in seiner Freizeit. Aus seiner Ehe mit Erika, geb. Wagner, gingen die Kinder Wolfram, Maria und Anne hervor. Reichel engagierte sich in der Kirchgemeinde als Jugendleiter, Laienschauspieler, Plakatgestalter und Hobbyfilmer. In seiner Jugendgruppe diskutierte er die Erzählungen der Bibel, die NS-Vergangenheit und die DDR-Gegenwart. Seine Gedanken nahmen Gestalt an in den Skulpturen aus Holz. Exemplarisch ist dafür die Gruppe Deportation nach Babylon, in der gleichzeitig die biblische Geschichte und der Weg der Juden in die deutschen Konzentrationslager dargestellt wird. Figuren dieser Gruppe wurden 2003 der Gedenkstätte Yad Vashem in Jerusalem geschenkt.
Reichel blieb lange unbeachtet, weil er in regionalen Schnitzausstellungen unerwünscht war. 1974 hatte er seine erste Ausstellung in der Dorfkirche Burkhardswalde bei Meißen. 40 weitere Ausstellungen folgten in Kirchen, nach 1990 auch in Rathäusern, Hotels und Museen, darüber hinaus in den Niederlanden sowie in Nord- und Süddeutschland. 
1996 wurde in Pobershau für das Lebenswerk Gottfried Reichels ein eigenes Haus gebaut: Die Hütte. An zentraler Stelle der Galerie steht als größte Gruppe Das Warschauer Ghetto. Diese Figuren weichen im Stil von den anderen ab, denn sie sind detailgetreu nach Fotos von Menschen aus dem Ghetto geschnitzt.
Danach schnitzte Reichel noch fast 15 Jahre weiter. Dieses Spätwerk ist als Wanderausstellung unter dem Titel Biblische Geschichte in Holz in Deutschland unterwegs und wurde in über 30 Orten gezeigt. Gottfried Reichel starb mit 90 Jahren. Sein Grab befindet sich auf dem Friedhof in Marienberg.

## Werke (Auswahl)
- Deportation nach Babylon
- Das Warschauer Ghetto
- Der Tanz um das goldene Kalb
- KZ-Gruppe (Baum, Gaskammer, Korczak mit Kindern)
- Abraham, Sara und Hagar
- Maria mit Kind
- Josef und seine Brüder
- Flucht aus Sodom

## Ausstellungen (Auswahl)
- Ab 1995 Galerie Die Hütte, Pobershau
- Ab  2005  Daetz-Centrum Lichtenstein
- 1974: Dresden, Kreuzkirche
- 1991: Hannover, Marktkirche
- 1994: Schneeberg, Museum für bergmännische Volkskunst
- 2001: Augustinerkloster Erfurt
- 2004: Beeskow, Marienkirche
- 2006: De Lier (Niederlande), Museum De Timmerwerf
- 2012: Anklam, Rathaus
- 2014: Beeskow, Marienkirche
- 2016/17: Käthe-Kollwitz-Museum Berlin